# Dalton Trumbo
Dalton Trumbo (Montrose, 9 dicembre 1905 – Los Angeles, 10 settembre 1976) è stato uno sceneggiatore, regista e scrittore statunitense.
Membro della Hollywood Ten, un gruppo di professionisti del cinema che si rifiutarono di testimoniare davanti alla Commissione per le attività antiamericane nel 1947 sulla sua adesione al comunismo, fu comunque condannato per resistenza all'operato del Congresso, venendo inserito nella Lista nera di Hollywood. Nel 1950 fu condannato a 11 mesi di prigione.

## Biografia
Trumbo iniziò la sua carriera cinematografica nel 1937; già negli anni quaranta era uno degli sceneggiatori più pagati di Hollywood, grazie ad alcuni film fortunati e celebri come Kitty Foyle, ragazza innamorata (1940) di Sam Wood, per il quale ottenne una candidatura al premio Oscar alla miglior sceneggiatura non originale, Missione segreta (1944) di Mervyn LeRoy e Il sole spunta domani (1945) di Roy Rowland.
Dopo la sua iscrizione nella lista nera di Hollywood si trasferì in Messico con Hugo Butler e sua moglie, Jean Rouverol, anch'essi iscritti nella lista. Qui Trumbo scrisse più di trenta sceneggiature sotto diversi pseudonimi, come Robert Cole e Jack Davis, tra i quali La sanguinaria, girato nel 1949 da Joseph H. Lewis, co-sceneggiato sotto il nome di Millard Kaufman.
Vinse due premi Oscar al miglior soggetto, il primo per Vacanze romane (1953) di William Wyler, attribuito al collega Ian McLellan Hunter e riconosciuto postumo a Trumbo nel 1993 (anche se la WGA lo riconobbe formalmente solo nel 2011), e il secondo per La più grande corrida (1956) di Irving Rapper, firmata come Robert Rich e ritirato nel 1975. Nel 1960 ottenne un grande successo e molti riconoscimenti con i due film epici Exodus di Otto Preminger e Spartacus di Stanley Kubrick; nello stesso anno venne reintrodotto "ufficialmente" nell'ambiente del cinema, senza più bisogno di firmarsi sotto falso nome, e venne anche re-iscritto alla Writers Guild of America.
Trumbo apparve in un piccolo cameo nel film del 1973 Papillon, in cui prestò il volto all'ufficiale arcigno che dà le ultime istruzioni ai condannati prima che essi si imbarchino per la Cayenna. Uno dei suoi ultimi film, Azione esecutiva (1973) di David Miller, si basa su diverse teorie del complotto sull'assassinio di John Fitzgerald Kennedy.

### E Johnny prese il fucile
Il suo romanzo contro la guerra E Johnny prese il fucile vinse il National Book Award (allora noto come American Book Sellers Award) nel 1939. Il romanzo si adeguava alla linea del Partito Comunista degli Stati Uniti d'America, di stretta osservanza staliniana e a cui Trumbo era affiliato, volta a tenere fuori gli Stati Uniti dal conflitto. Quando, nel 1941, Hitler attaccò l'Unione Sovietica, il partito divenne un sostenitore dell'intervento americano a fianco dell'Unione Sovietica e Trumbo si attivò per sospendere la pubblicazione del suo libro fino a guerra finita.
Nel 1971 lo stesso Trumbo diresse l'adattamento cinematografico del romanzo, con Timothy Bottoms, Diane Varsi e Jason Robards. L'ispirazione per il romanzo venne a Trumbo quando lesse un articolo di un ufficiale britannico che era stato orribilmente sfigurato durante la prima guerra mondiale. Il titolo è un gioco di parole con la frase "Johnny prendi il fucile" (in originale: Johnny get your gun), usata per invitare i giovani a entrare nell'esercito americano tra la fine del XIX e l'inizio del XX secolo. Johnny Get Your Gun è anche il titolo di un film del 1919 diretto da Donald Crisp.

## Biopic
- Nel 2008 è stato prodotto un documentario sulla sua vita, intitolato Trumbo, che contiene interviste con vari attori e personaggi che hanno avuto modo di conoscerlo.
- Nel 2015 è stato prodotto anche un film sulla vita di Dalton Trumbo, dal titolo L'ultima parola - La vera storia di Dalton Trumbo, regia di Jay Roach, dove il ruolo di Trumbo è stato affidato a Bryan Cranston e quello della moglie Cleo a Diane Lane.

## Filmografia parziale

### Sceneggiatore
- Kitty Foyle, ragazza innamorata (Kitty Foyle, The Natural History Of A Woman), regia di Sam Wood (1940)
- Ho sposato una strega (I Married a Witch), regia di René Clair (1942)
- Joe il pilota (A Guy Named Joe), regia di Victor Fleming (1943)
- Missione segreta (Thirty Seconds Over Tokyo), regia di Mervyn LeRoy (1944)
- Violenza (The Gangster), regia di Gordon Wiles (1947)
- La sanguinaria (Deadly Is the Female), regia di Joseph H. Lewis (1949)
- Ho amato un fuorilegge (He Ran All the Way), regia di John Berry (1951)
- Vacanze romane (Roman Holiday), regia di William Wyler (1953)
- La più grande corrida (The Brave One), regia di Irving Rapper (1956)
- Cowboy, regia di Delmer Daves (1958)
- Il prezzo del successo (Career), regia di Joseph Anthony (1959)
- Spartacus, regia di Stanley Kubrick (1960)
- Exodus, regia di Otto Preminger (1960)
- L'occhio caldo del cielo (The Last Sunset), regia di Robert Aldrich (1961)
- Solo sotto le stelle (Lonely Are the Brave), regia di David Miller (1962)
- Hawaii, regia di George Roy Hill (1966)
- L'uomo di Kiev (The Fixer), regia di John Frankenheimer (1968)
- Papillon, regia di Franklin J. Schaffner (1973)

### Regista
- E Johnny prese il fucile (Johnny Got His Gun) (1971) - anche soggetto e sceneggiatura

### Soggetto
- Tu m'appartieni (You Belong to Me), regia di Wesley Ruggles (1941)
- Vacanze romane (Roman Holiday), regia di William Wyler (1953)
- La più grande corrida (The Brave One), regia di Irving Rapper (1956)